# Czubnik cebulowotrzonowy

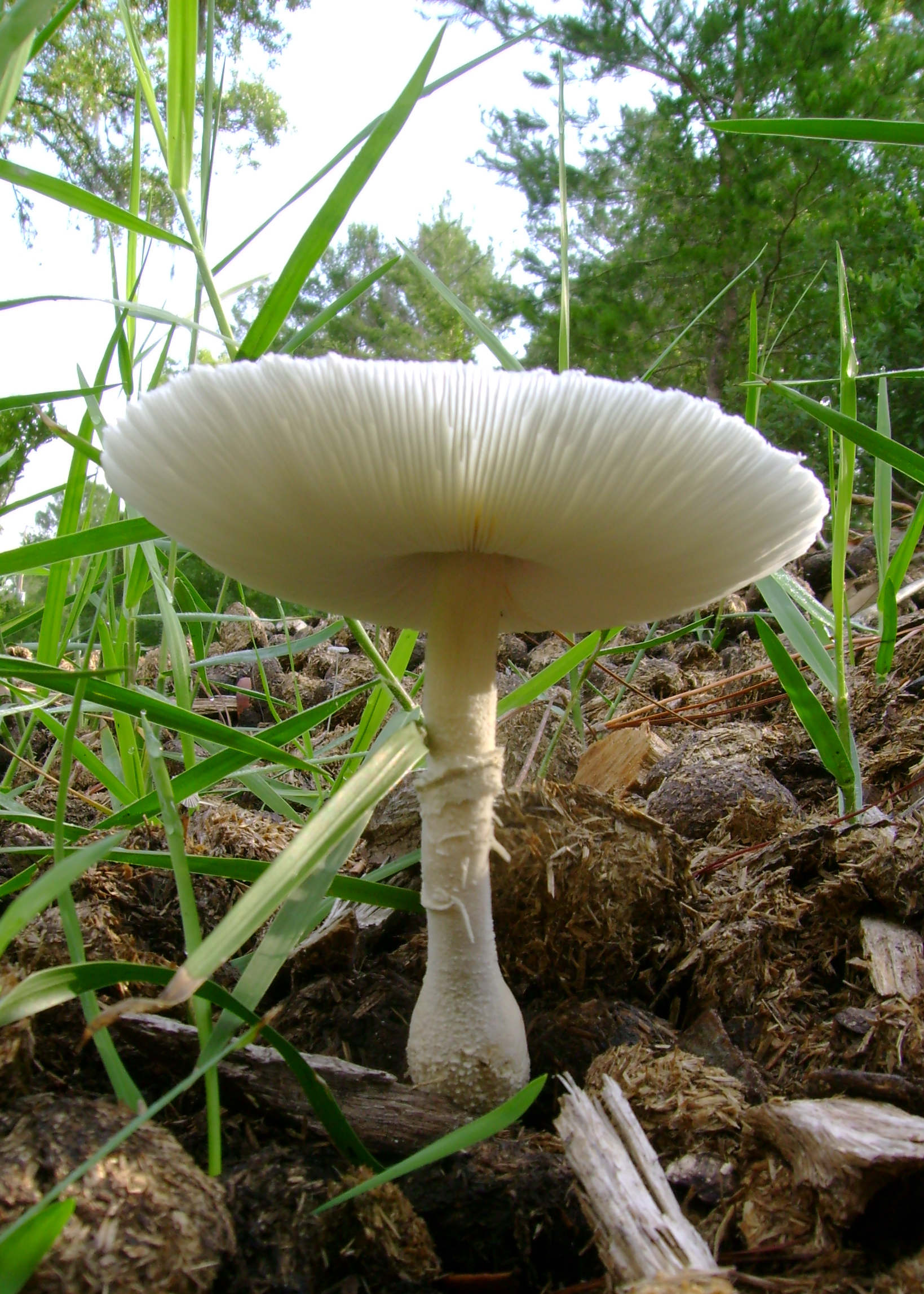

Czubnik cebulowotrzonowy (Leucocoprinus cepistipes (Sowerby) Pat.) – gatunek grzybów z rodziny pieczarkowatych (Agaricaceae).

## Systematyka i nazewnictwo
Pozycja w klasyfikacji według Index Fungorum: Agaricaceae, Agaricales, Agaricomycetidae, Agaricomycetes, Agaricomycotina, Basidiomycota, Fungi.
Po raz pierwszy zdiagnozował go w 1795 r. J. Sowerby nadając mu nazwę Agaricus cepistipes. Obecną, uznaną przez Index Fungorum nazwę nadał mu N.T. Patouillard w 1889 r.
Synonimów ma ponad 30. Niektóre z nich:
- Hiatula cepistipes (Sowerby) R. Heim & Romagn. 1934
- Lepiota cepistipes var. cheimonoceps (Berk. & M.A. Curtis) Rick 1961
- Lepiota cepistipes var. rorulenta (Panizzi) Rick 1961
- Lepiota cepistipes var. sordescens (Berk. & M.A. Curtis) Rick 1961
- Leucocoprinus cepistipes f. macrosporus Migl. 1986
- Leucocoprinus cepistipes var. hiatuloides Raithelh. 1987
- Leucocoprinus cepistipes var. pseudofarinosus Raithelh. 2004
- Leucocoprinus cepistipes var. rorulentus (Panizzi) Babos 1980

Nazwę polską zaproponował Władysław Wojewoda w 1998 r., wcześniej (w 1988 r.) Stanisław Chełchowski opisywał ten gatunek pod nazwą bedłka cebulowata.

## Występowanie i siedlisko
Występuje w Ameryce Północnej, Środkowej i Południowej, Europie, Azji i Nowej Zelandii. W Polsce podano tylko 2 stanowiska tego gatunku, obydwa J. Chełchowski pod koniec XIX wieku (Ogród Botaniczny we Wrocławiu, 1889 i Warszawa 1889). Według W. Wojewody jest to gatunek w Polsce wymarły, jednak znajdywany jest przez hobbystów-grzybiarzy.